# Línea 22 de TMB
La línea 22 es una línea regular de autobús urbano de la ciudad de Barcelona gestionada por la empresa TMB. Hace su recorrido entre la plaza de Cataluña y El Carmelo, con una frecuencia en hora punta de 6 a 7 minutos. Es una de las líneas de autobús urbano más antiguas de la ciudad de Barcelona que aún sigue en servicio.

## Horarios[Nota 1]
| 22         | Primer servicio A: Pl. Catalunya | Primer servicio A: El Carmel | Último servicio A: Pl. Catalunya | Último servicio A: El Carmel |
| Laborables | 05:00                            | 05:30                        | 22:40                            | 22:50                        |
| Sábados    | 06:00                            | 06:30                        | 22:40                            | 22:50                        |
| Festivos   | 06:00                            | 06:30                        | 22:40                            | 22:50                        |

## Recorrido[Nota 1]
- De Pl. Catalunya al Carmel por: Ronda St Pere, Pg de Gràcia, Casp, Gran Via, Aragó, Mallorca, Diagonal, Gran de Gràcia, Jesús, Trav de Gràcia, Metro Fontana, Pl Trilla, Lesseps, Bolívar, Ballester, Av República Argentina, Vallcarca, Pg Mare de Déu del Coll, Cartago, Baixada de Sant Marià, Santuari, Ceuta, La Murtra, Gran Vista, Doctor Bové, IES Ferran Tallada, Turó de la Rovira, Pl de la Mitja Lluna.

- Del Carmel a Pl. Catalunya por: Gran Vista, Pl de la Mitja Lluna, IES Ferran Tallada, Gran Vista, Doctor Bové, Santuari, La Murtra, l'Hortal, Pg Mare de Déu del Coll, Santuari, Baixada Solanell, Pl Flandes, Vallcarca, Av República Argentina, Escipió, Pl Lesseps, Av Riera de Cassoles, Guillem Tell, Via Augusta, Gal·la Placídia, Via Augusta, Diagonal, Pg de Gràcia, Rosselló, València, Consell de Cent, Metro Pg de Gràcia, Ronda St Pere.

## Otros datos
| Prestación               | Disponibilidad en la línea                            |
| ------------------------ | ----------------------------------------------------- |
| Adaptada a               | Sí (Todos los autobuses TMB están adaptados)          |
| TMB iBus                 | Sí (Todos los autobuses TMB disponen de este sistema) |
| Pantallas informativas   | Sí                                                    |
| Línea de tránsito rápido | No                                                    |
| Circula en días festivos | Sí                                                    |

## Rutas de autobuses
| Líneas de autobuses que prestan servicio en el Área Metropolitana de Barcelona |               |                  |
| Línea anterior:                                                                | Línea actual: | Línea siguiente: |
| 21 Línea 21                                                                    | 22 Línea 22   | 23 Línea 23      |